# Anna Mörstam
Anna Mörstam, senare Funke, född 2 juni 1983, är en svensk före detta fotbollsspelare (anfallare/mittfältare).
Mörstam är fotbollsfostrad i Östers IF, där hon vid ung ålder var en av lagets främsta spelare. Hon ägnade sig i ungdomen även åt friidrott och tävlade då för IFK Växjö. Som junior representerade hon flera gånger Sverige i flicklandslag, och hon spelade även i U21-landslaget. Inför säsongen 2004 var många damallsvenska klubbar intresserade av Mörstam, och hon skrev på för Malmö FF. I Malmö hade hon dock svårt att etablera sig i startelvan, och i augusti 2006 lånades hon tillbaka till Östers IF.
Efter idrottskarriären har hon arbetat som idrottspsykologisk rådgivare. Hon är doktorand i idrottspsykologi vid Malmö universitet.